# Marcelo del Pilar

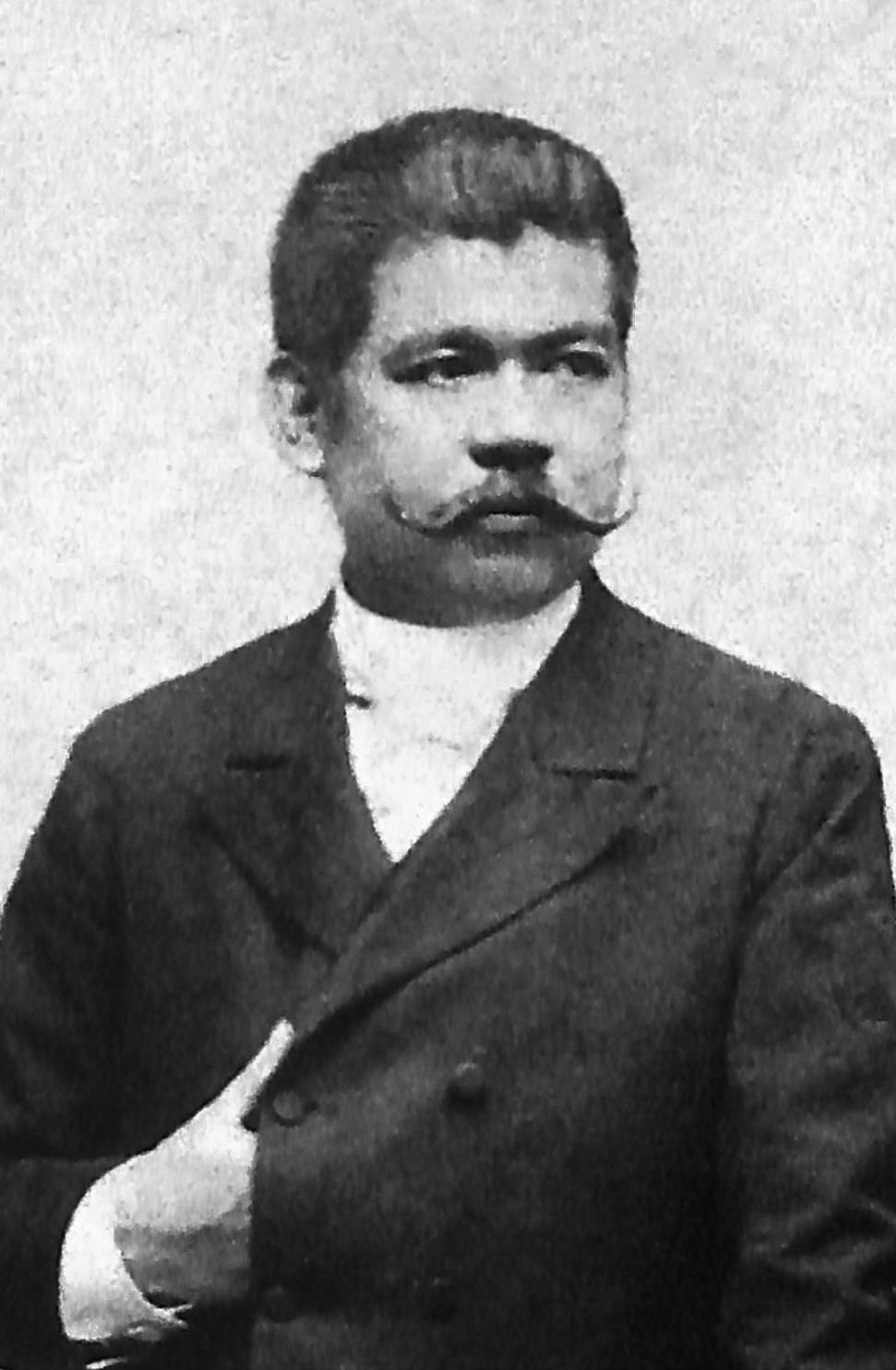
Marcelo H. del Pilar

Marcelo Hilario del Pilar y Gatmaitan (Bulacan, 30 augustus 1850 – Barcelona, 4 juli 1896), beter bekend onder zijn pseudoniem Plaridel, was een Filipijnse schrijver, nationalist en een van de meest prominente voorvechters van hervormingen in de Filipijnen aan het einde van het Spaanse koloniale tijdperk en van de uiteindelijke onafhankelijkheid. Hij was een van de leiders van de Filipijnse Revolutie.

## Biografie
Del Pilar werd geboren als zoon van Julian H. del Pilar en Blasa Gatmaitan in Bulacan. Hij was de broer van Toribio del Pilar, die naar Guam werd verbannen voor zijn betrokkenheid bij de Cavite-muiterij in 1872, en de oom van Gregorio del Pilar, de jongste generaal van de troepen van de Filipijnse opstandelingen ten tijde van de Filipijnse Revolutie en de Filipijns-Amerikaanse Oorlog.
Del Pilar was een vruchtbaar schrijver. Zo schreef hij gedichten en dagboeken. Hij publiceerden tussen 1889 en 1895 een krant La Solidaridad, waarin ze aandacht vroegen voor de corruptie en gruwelijkheden die plaatsvonden in de Filipijnen. Exemplaren van de krant werden de Filipijnen in gesmokkeld en werden.
In de latere jaren zorgden verschillen in inzicht ervoor dat de beweging uiteenviel. Een deel wilde Del Pilar als leider en een deel José Rizal. In een poging het dispuut op te lossen, pakte Rizal vrijwillig zijn spullen en vertrok hij uit Barcelona, waar de groep op dat moment was gevestigd. Dit verhoogde in de Filipijnen de ontevredenheid en de wil om zich af te scheiden van Spanje. In 1896 overleed Del Pilar op 45-jarige leeftijd in Barcelona aan de gevolgen van tuberculose.